# Sies Wever
Hilleginus (Sies) Wever (Beilen, 17 februari 1947 – Emmen, 18 augustus 2018) was een Nederlands voetballer die als doelman in het betaald voetbal uitkwam voor Ajax en MVV.

## Loopbaan
Op tienjarige leeftijd begon Sies Wever met voetballen bij VV Beilen uit zijn gelijknamige geboortedorp. Al op 14-jarige leeftijd keepte hij in het eerste elftal. Op 16-jarige leeftijd vertrok hij naar Sportclub Assen (het latere FC Assen), waar hij direct een vaste plaats onder de lat verwierf.
Wever ontwikkelde zich verder bij Sportclub Assen en brak onder meer door in het Nederlands amateurvoetbalelftal. Met die ploeg speelde hij in 1970 het Europees kampioenschap voor amateurs. Met de Nederlandse ploeg reikte Wever tot de finale van dat toernooi die, nadat de eerste wedstrijd gelijk eindigde, in de replay verloren ging tegen Spanje. Ajax, dat op zoek was naar een stand-in voor doelman Heinz Stuy (die vanaf dat seizoen eerste keeper zou worden als opvolger van de vertrokken Gert Bals), trok Wever voor drieduizend gulden aan.
Wever maakte de succesjaren (1970 tot en met 1973) van de Amsterdammers van nabij mee. Hij slaagde er echter niet in de concurrentiestrijd met Stuy in zijn voordeel te beslissen en kwam in vier jaar tijd tot slechts tien competitie- en twee bekerwedstrijden voor Ajax.
In de zomer van 1974 vertrok Wever naar MVV, waar hij er ook niet in slaagde om een vaste basisplaats af te dwingen. Na twee seizoenen en twintig competitiewedstrijden voor de Maastrichtenaren keerde Wever terug naar de amateurs. Hij speelde bij VV Hoogeveen, waarmee hij in 1978 landskampioen werd bij de zondagamateurs. Direct na die titel verliet hij de ploeg na een conflict over een financiële vergoeding. Wever deed daardoor niet mee aan de strijd om het algemeen amateurkampioenschap tegen streekgenoot ACV uit Assen. VV Hoogeveen verloor zowel thuis als uit en Wever vertrok naar VV Emmen. Vanaf 1982 kwam hij enkele seizoenen uit voor Drenthina uit Emmen.
Sies Wever overleed in 2018 op 71-jarige leeftijd na een ziekbed.

## Erelijst
Met  Ajax
- Eredivisie (2): 1971/72, 1972/73
- KNVB beker (2): 1970/71, 1971/72
- Europacup I (3): 1970/71, 1971/72, 1972/73
- Europese Supercup (2): 1972, 1973
- Wereldbeker voor clubteams (1): 1972

Met  VV Hoogeveen
- Zondag Hoofdklasse C (1): 1978
- Kampioen zondagamateurs (1): 1978

Met  Nederlands amateurvoetbalelftal
- Tweede tijdens het Europees kampioenschap voor amateurs: 1970